# 斯圖帕瓦

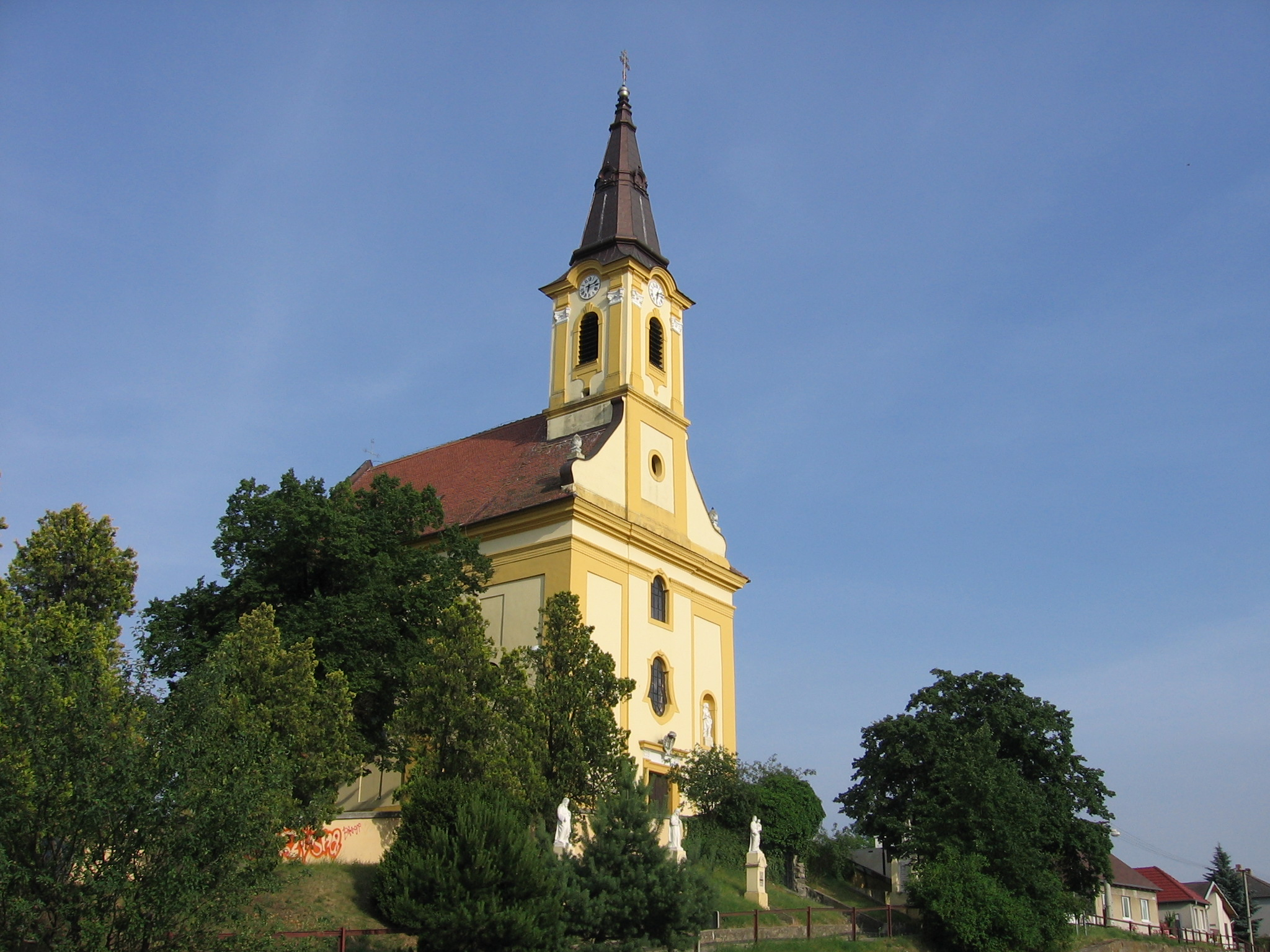

斯圖帕瓦是斯洛伐克的城鎮，位於該國西部，由布拉迪斯拉發州負責管轄，面積67.18平方公里，海拔高度174米，2015年人口13,499，其中七成居民信奉羅馬天主教。

## 外部連結
- Official website （页面存档备份，存于）